# 塞尔维亚左翼 (2022年)
塞尔维亚左翼（缩写为）是塞尔维亚的一个政党。该党成立于2022年1月，前身是共产党。该党的名誉主席是约什卡·布罗兹（前南斯拉夫社会主义联邦共和国总统约瑟普·布罗兹·铁托的孙子）。